# Petra-Kelly-Stiftung
Die Petra-Kelly-Stiftung e. V. (PKS) ist die nach Petra Kelly benannte parteinahe Stiftung von Bündnis 90/Die Grünen in Bayern. Rechtlich und wirtschaftlich ist sie ein eingetragener Verein ohne Stiftungsvermögen. Ziel der PKS ist es, „die Ideen und die politische Botschaft Petra Kellys auch nach ihrem tragischen Tod weiterleben zu lassen“. Die PKS ist Teil des föderal organisierten Stiftungsverbunds der Heinrich-Böll-Stiftung, zu dem die Bundesstiftung und die 16 Landesstiftungen gehören. Die PKS ist dabei die einzige Landesstiftung, die nicht den Namen Heinrich Bölls im Vereinsnamen trägt.

## Struktur und Gremien
Mitgliederversammlung
Die Mitgliederversammlung umfasst 26 Personen. Sie wählt den Vorstand und entscheidet über den Haushalt, den Stellenplan und über alle Grundsatzfragen der Stiftungsarbeit. Sie entsendet fünf Personen in den Stiftungsrat. Die Gremien von Bündnis 90/Die Grünen entsenden insgesamt 7 Personen als Mitglieder und zwar die BündnisGrüne Jugend Bayern, Grüne und Alternative in den Räten Bayerns (GRIBS) sowie die bayerischen Abgeordneten von Bündnis 90/Die Grünen im Bundestag und im Europaparlament je ein Mitglied, der Landesverband Bayern der Partei Bündnis 90/Die Grünen sowie die Landtagsfraktion von Bündnis 90/Die Grünen je zwei Mitglieder. Außerdem hat die Familie von Petra Kelly einen Sitz in der Mitgliederversammlung. Diese 13 Mitglieder wählen weitere 13 Personen aus verschiedenen gesellschaftlichen Bereichen hinzu.
Stiftungsrat
Der Stiftungsrat berät Mitgliederversammlung und Vorstand. Er wird von der Mitgliederversammlung gewählt und setzt sich aus Personen aus allen Bereichen des gesellschaftlichen, kulturellen und politischen Lebens zusammen.
Vorstand
Der Vorstand wird für zwei Jahre gewählt und ist ehrenamtlich tätig. Er setzt sich aus mindestens zwei, maximal sechs Personen zusammen und ist für die Umsetzung der Stiftungsziele zuständig. Er leitet und repräsentiert die Stiftung gemäß den Vorgaben der Mitgliederversammlung und den Empfehlungen des Stiftungsrates.

## Geschichte
In Bayern bestand seit 1991 die als den Grünen nahestehende Regenbogen-Stiftung. Deren Arbeit wurde aber seit längerem kritisiert: als öffentlich zu wenig wahrnehmbar, ohne Strahlkraft in die Gesellschaft und für ihren Mangel an Schulungs- und Fortbildungsangeboten. Am 25. Mai 1996 beschloss deshalb die Landesdelegiertenkonferenz (LDK) der bayerischen Grünen in Ansbach Eckpunkte für die inhaltliche Ausgestaltung und die Satzung. Ein entsprechender Initiativkreis der LDK bestand aus Christina Hacker, Gerald Häfner, Rita Heeg, Kurt Haymann für den Landesvorstand der bayerischen Grünen (später ersetzt durch Maria Scharfenberg), Martin Senf (Geschäftsführer der grünen Landtagsfraktion) und Susanna Tausendfreund (GRIBS). Der Initiativkreis verhandelte im Sommer und Herbst 1996 mit der Heinrich-Böll-Stiftung über die Anerkennung als Teil der föderalen Bundesstiftung und mit den zuständigen bayerischen Staatsministerien (Finanzen, Kultus) über eine finanzielle Förderung im Haushalt des Freistaates Bayern. Eine Einigung mit der bestehenden Regenbogen-Stiftung kam nicht zustande, sodass der Initiativkreis mit der Verabschiedung einer vorläufigen Satzung und der Wahl eines Übergangsvorstandes die eigenständige Vereinsgründung einleitete. Im Rahmen der Landesdelegiertenkonferenz am 24. November 1996 in Erding wurde die Petra-Kelly-Stiftung mit Wirkung zum 1. Januar 1997 als Stiftung in Bayern anerkannt.
Am 19. Januar 1997 fand der Gründungskongress im Alten Rathaus in München statt mit rund 250 Teilnehmern aus Politik, Wissenschaft, Kultur und verschiedensten gesellschaftlichen Initiativen. Im Rahmen des Gründungsaktes konstituierten sich der Stiftungsrat und die Mitgliederversammlung. Der erste Vorstand der Stiftung wurde dann bei einer weiteren Mitgliederversammlung am 16. Februar 1997 gewählt und bestand aus Susanna Tausendfreund, Harald Nestler, Stefan Scholer, Heide Hering und Henriette Wägerle.
Am 25. Mai 1997 wurde der Verein in den BUNTSTIFT e. V. aufgenommen und damit Teil des Stiftungsverbunds der Heinrich-Böll-Stiftung. (Siehe Parteinahe Stiftungen von Bündnis 90/Die Grünen.)

## Aktivitäten
Die Petra-Kelly-Stiftung engagiert sich unter anderem beim Internationalen Dokumentarfilmfestival München, bei dem sie seit 2015 den Preis VIKTOR DOK.horizonte stiftet.